# Бело-Пашино
 Бело-Пашино  — деревня в Афанасьевском районе Кировской области в составе Пашинского сельского поселения.

## География
Расположена на расстоянии примерно 10 км на юг по прямой от райцентра поселка Афанасьево на левобережье реки Кама.

## История
Известна с 1891 года как починок Белопашенский, в 1905 году дворов 8 и жителей 56,
в 1926 году дворов 15 и жителей 109, в 1950 20 и 95, в 1989 23 жителя.  Настоящее название утвердилось с 1998 года .  

## Население
Постоянное население составляло 28 человека (русские 96%) в 2002 году, 15 в 2010.